# Bergen (Landkreis Celle)
Bergen (niederdeutsch Bargen) ist eine Kleinstadt im nördlichen Landkreis Celle in Niedersachsen. Sie liegt in der Lüneburger Heide, jeweils rund 24 Kilometer entfernt von Soltau und Celle.

## Stadtgliederung
Die Stadt Bergen ist eine Einheitsgemeinde und besteht aus den Ortschaften:
- Becklingen
- Belsen
- Bergen (Kernstadt)
- Bleckmar
- Diesten
- Dohnsen (mit dem Ortsteil Wohlde)
- Eversen
- Hagen
- Hassel
- Nindorf
- Offen
- Sülze
- Wardböhmen
- Widdernhausen
- Hünenburg

## Geschichte
Es wird davon ausgegangen, dass Bergen zu den Altkirchspielen des 9. Jahrhunderts gehört, urkundlich erwähnt wurde es erstmals 1197. Aufgrund seiner zentralen Lage entwickelte sich Bergen zu einem zentralen Marktplatz und bestand 1438 bereits aus zehn Höfen und 30 Koten. Gebremst wurde die Entwicklung Bergens zum einen durch die starke wirtschaftliche Konkurrenz der Städte Celle und Soltau, zum anderen durch wiederholte Brände in den Jahren 1354, 1585 und 1796. Im 19. Jahrhundert führten die Agrarreformen, die Aufhebung des Gewerbezwanges sowie der Anschluss an die Bahnstrecke Celle–Soltau zu weitreichenden Veränderungen. Insbesondere auch die Errichtung des Truppenübungsplatzes Bergen 1935 begünstigte eine beginnende Verstädterung, die zum Wandel des agrarisch geprägten Dorfes zur heutigen Kleinstadt geführt hat. Im Ort sind Gewerbe und Handel prägend geworden, während die Landwirtschaft weitestgehend an Bedeutung verlor.
Bergen war seit dem Mittelalter Mittelpunkt eines Gerichts- und Verwaltungsgebietes. Gemeinsam mit Wietzendorf bildete Bergen einen Gogerichtsbezirk, der für die Lokalverwaltung und Teile der Rechtsprechung zuständig war. Seit dem 14. Jahrhundert ist Bergen zudem als Einnahmedistrikt der Celler Vögte belegt. Im 16. Jahrhundert bildete Bergen gemeinsam mit Wietzendorf die Vogtei Bergen, aus der im 18. Jahrhundert die Amtsvogtei Bergen und 1852 schließlich das Amt Bergen wurde. Das Amt wurde nach der Annexion des Königreiches Hannover durch Preußen im Jahre 1866 in den 1867 gebildeten Kreis Fallingbostel eingegliedert (inkorporiert). Nach der Kreisreform von 1885 ging das Amt Bergen in dem neu gebildeten Landkreis Celle auf.
In der Zeit des Nationalsozialismus wurde nahe Bergen das Konzentrationslager Bergen-Belsen errichtet. Bis zur Befreiung des Lagers durch britische Truppen am 15. April 1945 starben im KZ Bergen-Belsen mindestens 52.000 Häftlinge; für Tausende war das KZ eine Durchgangsstation in Vernichtungslager.
Am 16. April 1957 wurde die Ernennungsurkunde zur Bezeichnung „Stadt Bergen“ vom Niedersächsischen Innenminister unterzeichnet und am 14. Mai 1957 vom Lüneburger Regierungspräsidenten in Bergen übergeben. Neben Celle ist Bergen die einzige politische Gemeinde im Landkreis Celle, die das Stadtrecht besitzt. Heute stellt die Stadt Bergen ein Grundzentrum im nördlichen Teil des Landkreises Celle dar. In der Stadt Bergen leben heute etwa 15.000 Einwohner, nachdem die in Bergen stationierten Angehörigen der britischen Streitkräfte mit ihren Familien (rund 3000 Personen) im Jahre 2014 abgezogen wurden.

## Eingemeindungen
Am 1. Februar 1971 wurden die Gemeinden Becklingen, Belsen, Bleckmar, Dohnsen, Hagen, Offen und Wardböhmen eingegliedert. Am 1. Januar 1973 kamen Diesten, Eversen, Hassel, Nindorf und Sülze hinzu. Durch diese Maßnahmen haben Einwohnerzahl und Fläche der Stadt beträchtlich zugenommen. Die Gemarkungsfläche der früheren zentralen Ortschaft Bergen betrug 11 km², durch die Gebietsreform ist sie auf 163 km² angewachsen.

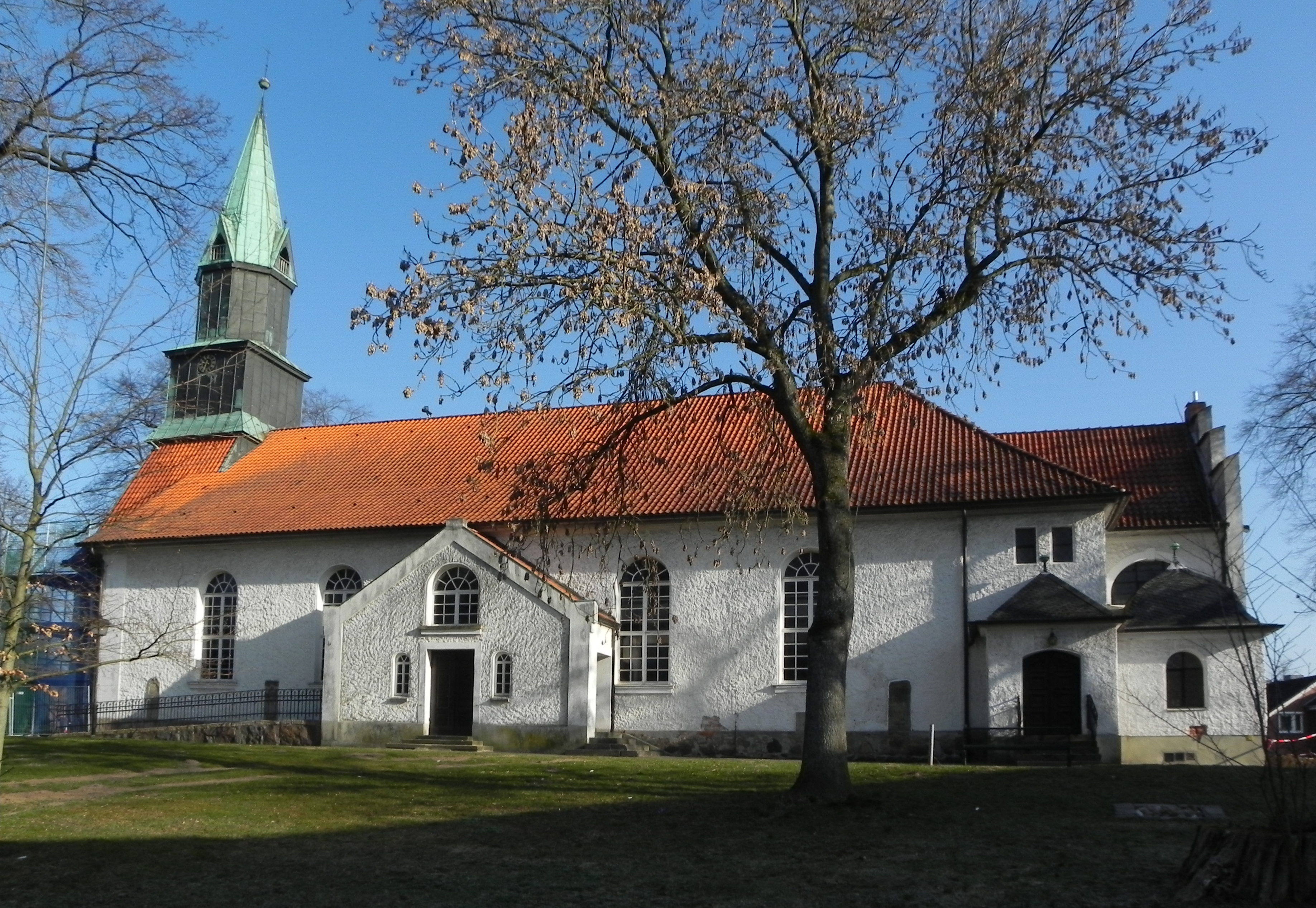
St.-Lamberti-Kirche
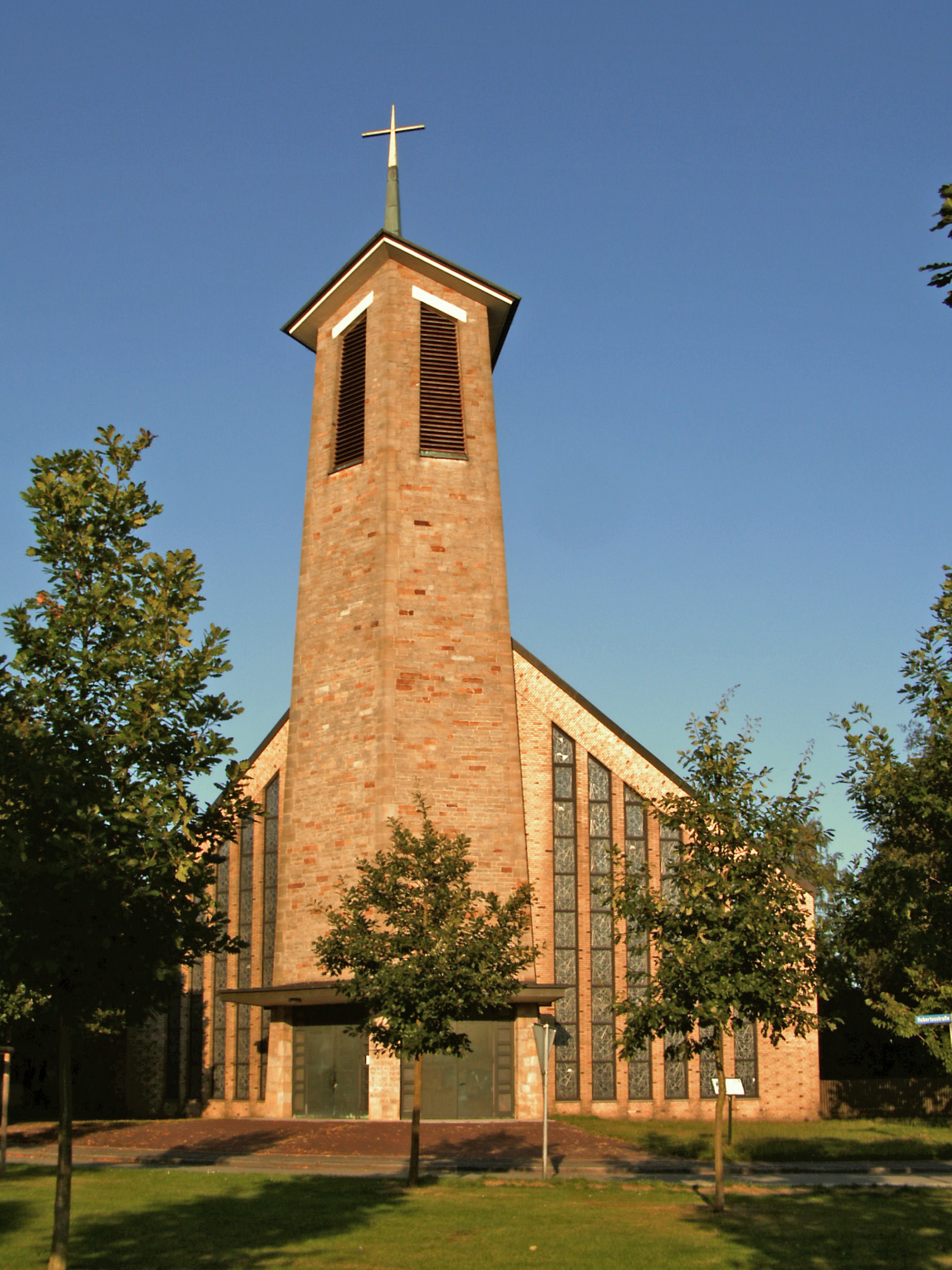
Sühnekirche vom kostbaren Blut

## Religionen
- Ev.-luth. Kirchengemeinde St. Lamberti (Am Friedensplatz 12), zum Kirchenkreis Soltau gehörend
- Ev. Freikirche „Gemeinde Gottes“ (seit 1959, Horstweg 6), zum Freikirchlichen Bund der Gemeinde Gottes gehörend
- Röm.-kath. Kirchengemeinde „Sühnekirche vom kostbaren Blut“ (Kirche nach Plänen von Josef Fehlig erbaut, am 22. November 1961 geweiht, Hubertusstraße 2), zum Dekanat Celle gehörend
- Neuapostolische Kirche (Kampweg 10), Neuapostolische Kirche Norddeutschland
- Yezidisches Kulturzentrum (Celler Straße 54)

## Politik

### Rat
Der Rat der Stadt Bergen setzt sich aus 30 Ratsfrauen und Ratsherren zusammen. Dies ist die gemäß § 46 NKomVG festgelegte Anzahl für eine Gemeinde mit einer Einwohnerzahl zwischen 12.001 und 15.000. Die Ratsmitglieder werden durch eine Kommunalwahl für jeweils fünf Jahre gewählt.
Stimmberechtigt im Rat ist außerdem die hauptamtliche Bürgermeisterin.
Die Kommunalwahl am 12. September 2021 führte zu dem in den Diagrammen dargestellten Ergebnis.
- SPD: 6
- Grüne: 2
- FDP: 3
- WGB: 3
- CDU: 13
- CDW: 1
- AfD: 2

Die letzten Kommunalwahlen ergaben die folgenden Ergebnisse und Sitzverteilungen:
| Kommunalwahl | CDU         | SPD        | FDP        | WG Bergen  | Grüne     | AfD       | CDW 1     | PARTEI      | Gesamt   |
| ------------ | ----------- | ---------- | ---------- | ---------- | --------- | --------- | --------- | ----------- | -------- |
| 2021         | 13 (43,8 %) | 6 (19,2 %) | 3 (11,6 %) | 3 (8,6 %)  | 2 (7,5 %) | 2 (6,6 %) | 1 (2,8 %) | –           | 30 Sitze |
| 2016         | 16 (50,6 %) | 6 (18,8 %) | 1 (4,2 %)  | 3 (10,3 %) | 2 (5,8 %) | 2 (8,7 %) | –         | 1 (1,6 %) 2 | 31 Sitze |
| 2011         | 17 (52,7 %) | 7 (21,6 %) | 1 (4,4 %)  | 5 (13,9 %) | 2 (7,5 %) | –         | –         | –           | 32 Sitze |
| 2006         | 17 (55,6 %) | 7 (22,1 %) | 2 (7,2 %)  | 3 (10,1 %) | 1 (3,1 %) | –         | –         | –           | 30 Sitze |

### Bürgermeister

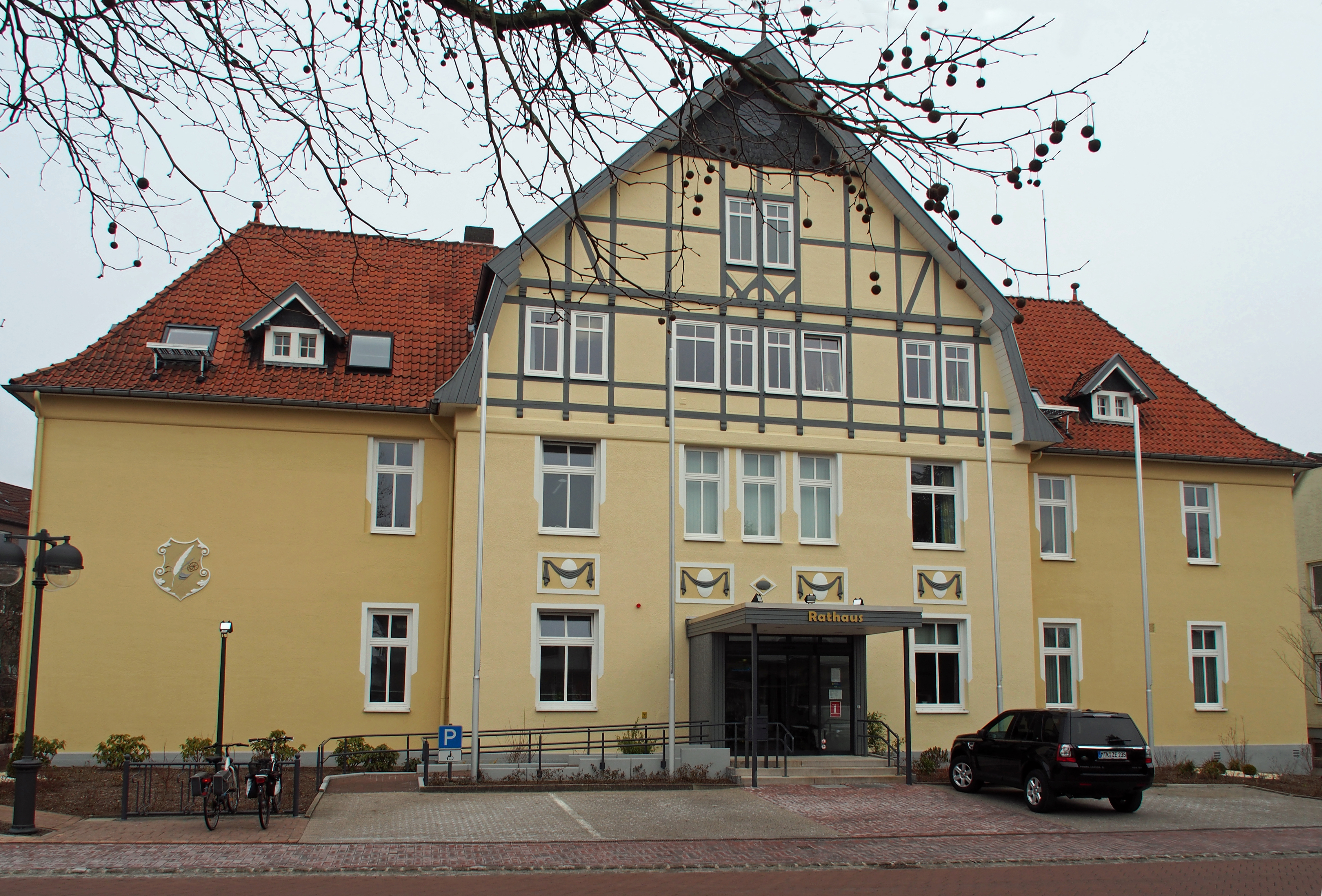
Rathaus Bergen

Hauptamtliche Bürgermeisterin der Stadt Bergen ist seit dem 1. November 2019 Claudia Dettmar-Müller (parteilos). Bei der Bürgermeisterwahl am 26. Mai 2019 wurde sie als Amtsinhaberin mit 60,4 % der Stimmen gewählt. Ihr Gegenkandidat Frank Juchert (CDU) erhielt 39,6 %. Die Wahlbeteiligung lag bei 62,2 %. Ihre Stellvertreter sind Günther Lange (WG), Peter Meinecke (CDU) und Walter Christoph Buhr (FDP).
Chronik der Bürgermeister (ab 1945)
- 9. Mai 1945–1. November 1945: Albert Repke (CDU) (kommissarischer Bürgermeister)
- 4. Dezember 1945–23. September 1946: Hermann Hornbostel (CDU) (kommissarischer Bürgermeister)
- 1. November 1946–1948: Friedrich Kruse sen. (Niedersächsische Landespartei, NLP) (erster frei gewählter Bürgermeister nach 1945)
- 14. Dezember 1948–1952: Walter Müller (Deutsche Partei, DP)
- 1952–1956: Wilhelm Brockmann (Unabhängige Wählergemeinschaft, UW)
- 1956–1960: Wilhelm Brockmann (DP)
- 1960–1973: Wilhelm Brockmann (CDU) (Die Wahl vom Oktober 1960 wurde wegen einer Verfassungsbeschwerde auf den März 1961 verschoben.)
- 1973–1976: Heinrich Schneider (CDU)
- 1976–1981: Walther Kothe (CDU)
- 1981–1983: Franz Christian von Harling (CDU)
- 1983–31. Dezember 1997: Helmut Wegner (CDU)
- 1. Januar 1998–26. April 1998: Adolf Krause (CDU) (Als Stellvertreter im Amt.)
- 27. April 1998–31. Oktober 2014: Rainer Prokop (CDU) (* 27. Dezember 1950, erster hauptamtlicher Bürgermeister)
- 1. November 2014–31. Oktober 2019: Rainer Prokop (CDU)
- 1. November 2019–Dato: Claudia Dettmar-Müller (parteilos) (* 21. März 1968)

### Wappen
Der Entwurf des Kommunalwappens von Bergen stammt von dem Heraldiker und Wappenmaler Gustav Völker, der zahlreiche Wappen in der Region Hannover erschaffen hat. Die Genehmigung des Wappens wurde 1957, im Jahr der Stadtwerdung Bergens, vom Niedersächsischen Innenminister erteilt.
| Wappen von Bergen | Blasonierung: „In Silber über grünem, mit einem silbernen Heidschnuckenschädel belegten Schildfuß eine stilisierte grüne Eiche mit goldenen Früchten.“ |
| Wappen von Bergen | Wappenbegründung: Das Wappen der Stadt Bergen zeigt einen Heidschnuckenschädel als Sinnbild für die Zugehörigkeit des Ortes zur Landschaft der Lüneburger Heide sowie einen stilisierten, Früchte tragenden Eichenbaum, welcher für diese Region typisch ist. |

### Flagge
Die 1964 genehmigte Flagge ist grün-weiß gestreift und mit dem Stadtwappen belegt.

### Städtepartnerschaften
Bergen unterhält Partnerschaften mit den Städten:
 Pembroke im Vereinigten Königreich (seit 1977)
Śrem in Polen (seit 1999)
Hendrik-Ido-Ambacht in den Niederlanden (seit 2003)
Für den Heimatkreis:
Schubin/Szubin (1941–1945 Altburgund) in Polen hat die Stadt Bergen 1956 eine Patenschaft übernommen. Zu den jährlichen Treffen des ehemaligen Heimatkreises Altburgund-Schubin erschienen früher oft mehr als tausend Teilnehmer.
Freundschaftliche Beziehungen unterhält die Stadt Bergen außerdem mit:
Rožnov pod Radhoštěm in Tschechien
Ottendorf-Okrilla im Landkreis Bautzen in Sachsen
Pembroke (Malta)
Außerdem finden seit 1995 Bergentreffen mit acht deutschen Orten dieses Namens statt.

## Kultur und Sehenswürdigkeiten

### Bauwerke

#### Ehemaliges Amtsgericht

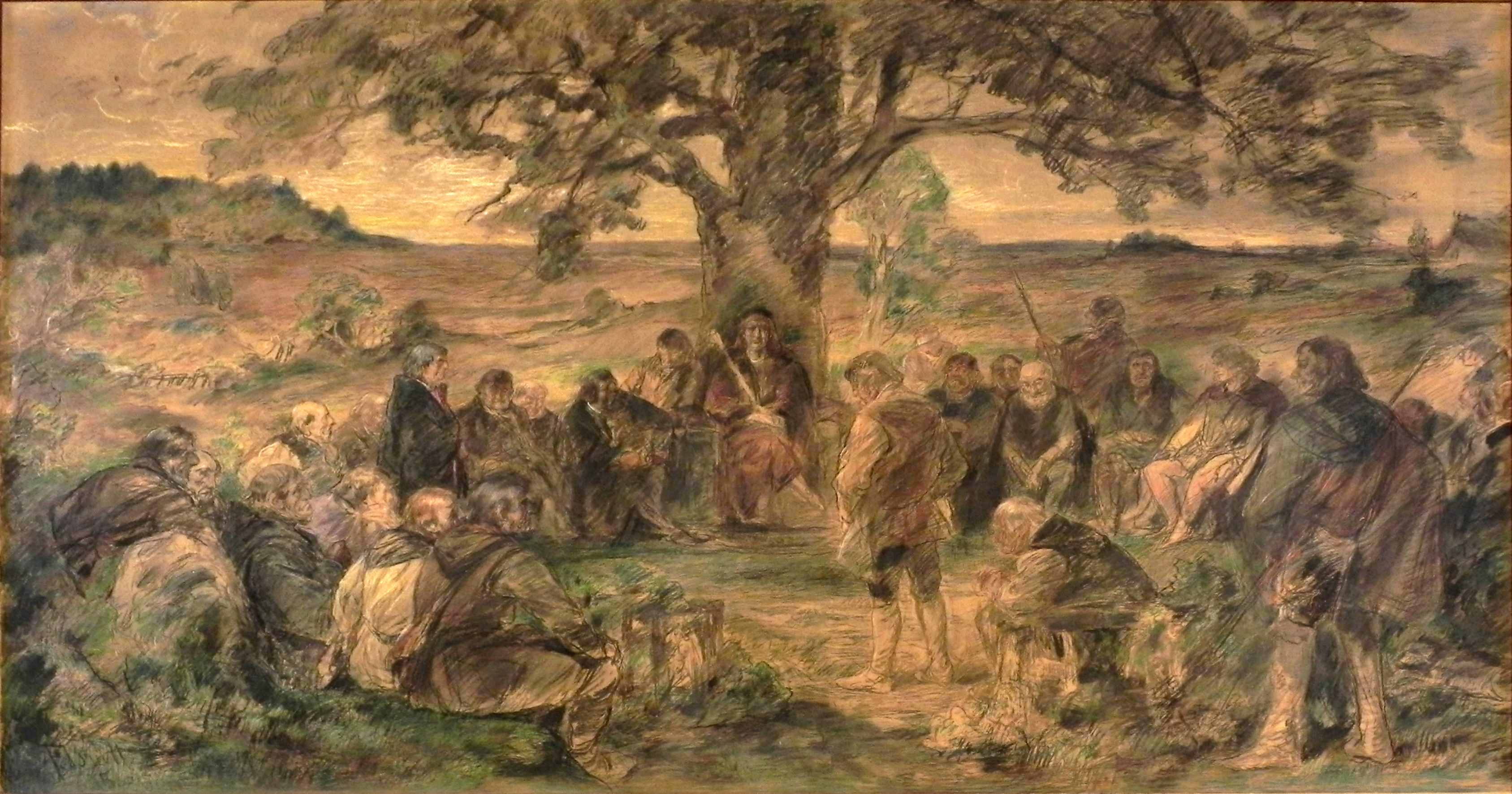
Das „Gogericht“ (Ferdinand Brütt) im Ratssaal des Stadthauses

Seit dem 15. Jahrhundert waren die Kirchspiele Bergen und Wietzendorf als Gogerichtsbezirk zusammengefasst. Von 1437 bis 1852 fungierten hier die Gografen als Richter. Sie unterstanden der Vogtei Celle (später Großvogtei Celle). Der erste Gograf war Ludermann Tunderen (1437–1445). Ab 1674 stellte die erneuerte Lüneburger Amtsverfassung den Aufgabenbereich der Amtsvogteien dar. Bis Ende des Dreißigjährigen Krieges war die eigene Wohnung der Amtsvögte gleichzeitig ihr Amtssitz.
1651 wurde die alte „Kocksche Kote“ Bergen Nr. 5, die dem Kloster St. Michaelis in Lüneburg abgabepflichtig war, offizieller Amtssitz des Amtsvogtes. 1653 kaufte die Regierung von den Erben des Amtsvogtes Cord Brase die Hofstelle und baute sie zu einem Amtsvogteigebäude aus. 1709 wurde das Gebäude, unter dem Amtsvogt Jost Hinrich Wolff (nach ihm ist die Bergener Grundschule benannt), vollständig umgebaut. 1852 erfolgte die Trennung von Justiz und Verwaltung im Königreich Hannover. Von da an galt preußisches Recht und es gab das Amt Bergen und das Amtsgericht Bergen. In diesem Zuge wurde die Vogtei Wietzendorf von Bergen abgetrennt. Der erste Amtsrichter war Ernst August Eggert von Estorff. Auf dem Amtsgerichtsgrundstück von 6.480 m² standen unter anderem, das Geschäftsgebäude, das Dienstwohngebäude, das Gerichtsgefängnis und mehrere Nebengebäude. 1945 erfolgte eine Umgestaltung der deutschen Gerichte. Das Amtsgericht Bergen wurde eine Zweigstelle des Amtsgerichtes Celle. Am 1. Juli 1973 wurde das Amtsgericht Bergen aufgelöst.

#### Stadthaus

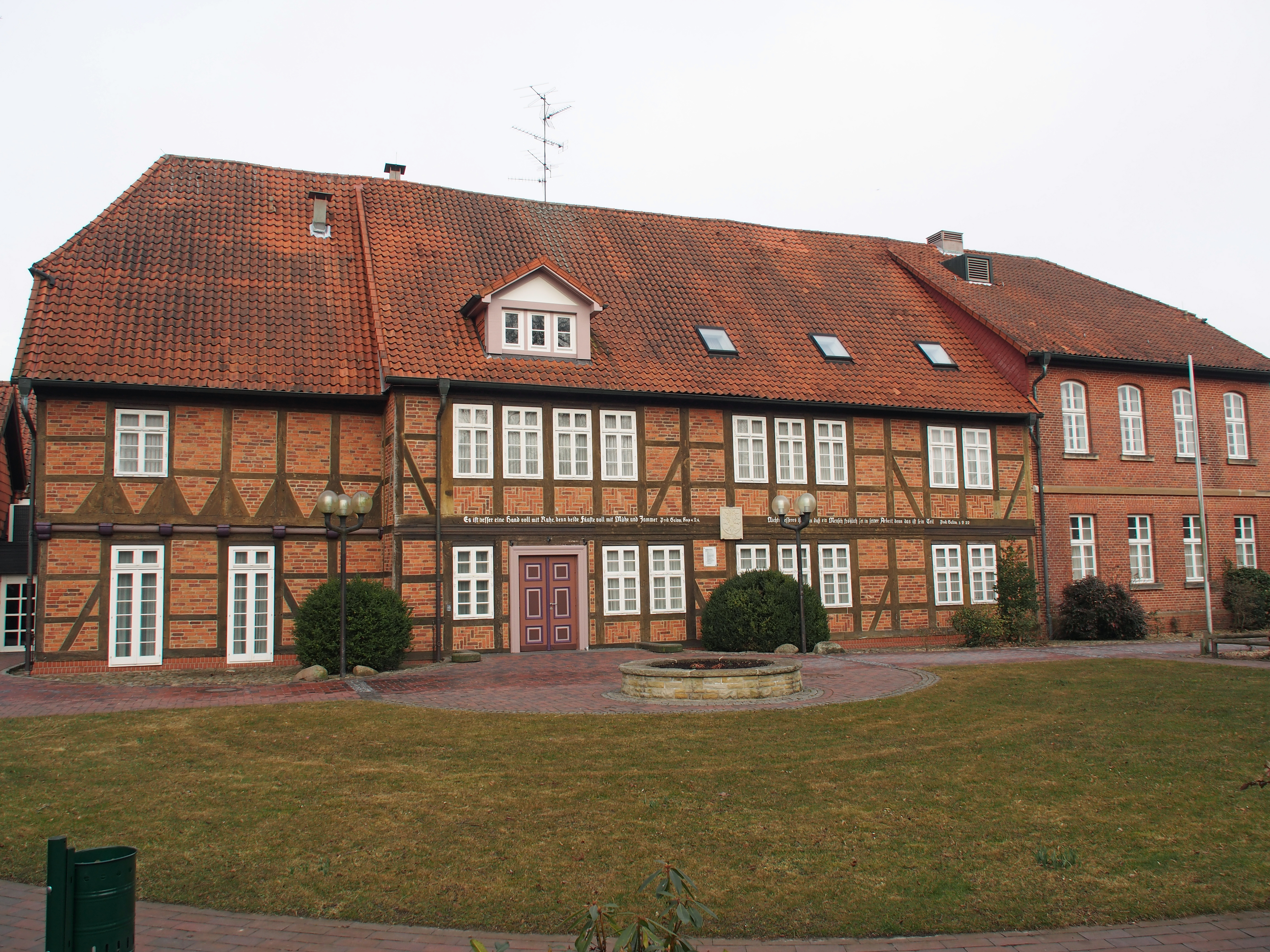
Das Stadthaus (rechts das ehemalige Amtsgericht)

Im Jahre 1975 erwarb die Stadt Bergen das Grundstück des ehemaligen Amtsgerichtes. Zunächst war eine Nutzung als Jugendzentrum, Freizeiteinrichtung oder Stadtbücherei geplant. Auch eine Polizeischule wurde angedacht. 1979 wurde beschlossen, das alte Rathaus zu verkaufen und die Verwaltung hierher zu verlegen. Da sich die Verkaufsverhandlungen hin zogen und große Teile der Bevölkerung gegen das Vorhaben waren, nahm man auch hiervon Abstand. Am 20. Oktober 1981 wurde beschlossen, durch einen An- und Erweiterungsbau eine neue Stadthalle mit einem Festsaal zu errichten. Das alte Amtshaus von 1653/1709 und das Gerichts- und Gefängnisgebäude von 1853 sollten aus Denkmalschutzgründen weitgehend erhalten bleiben und eingebunden werden. In einem Architektenwettbewerb erhielt Hans-Joachim Ehrich aus Braunschweig den ersten Preis für seinen Entwurf. 1984 wurde mit dem Umbau begonnen. Am 6. Dezember 1985 wurde das neue Stadthaus, dessen Baukosten über sieben Millionen DM betrugen, eingeweiht. Es weist einen Festsaal für maximal 530 Personen mit Bühne und Nebenräumen, Veranstaltungsräume, einen Ratssaal mit Galerie, sowie verschiedene Sitzungszimmer auf. Im Ratssaal des Stadthauses hängt das Gemälde „Gogericht“ des Bergener Malers Ferdinand Brütt (1849–1936). Es ist eine Vorarbeit zu einem Gemälde im Landgericht Lüneburg.

#### Franzosenkaserne

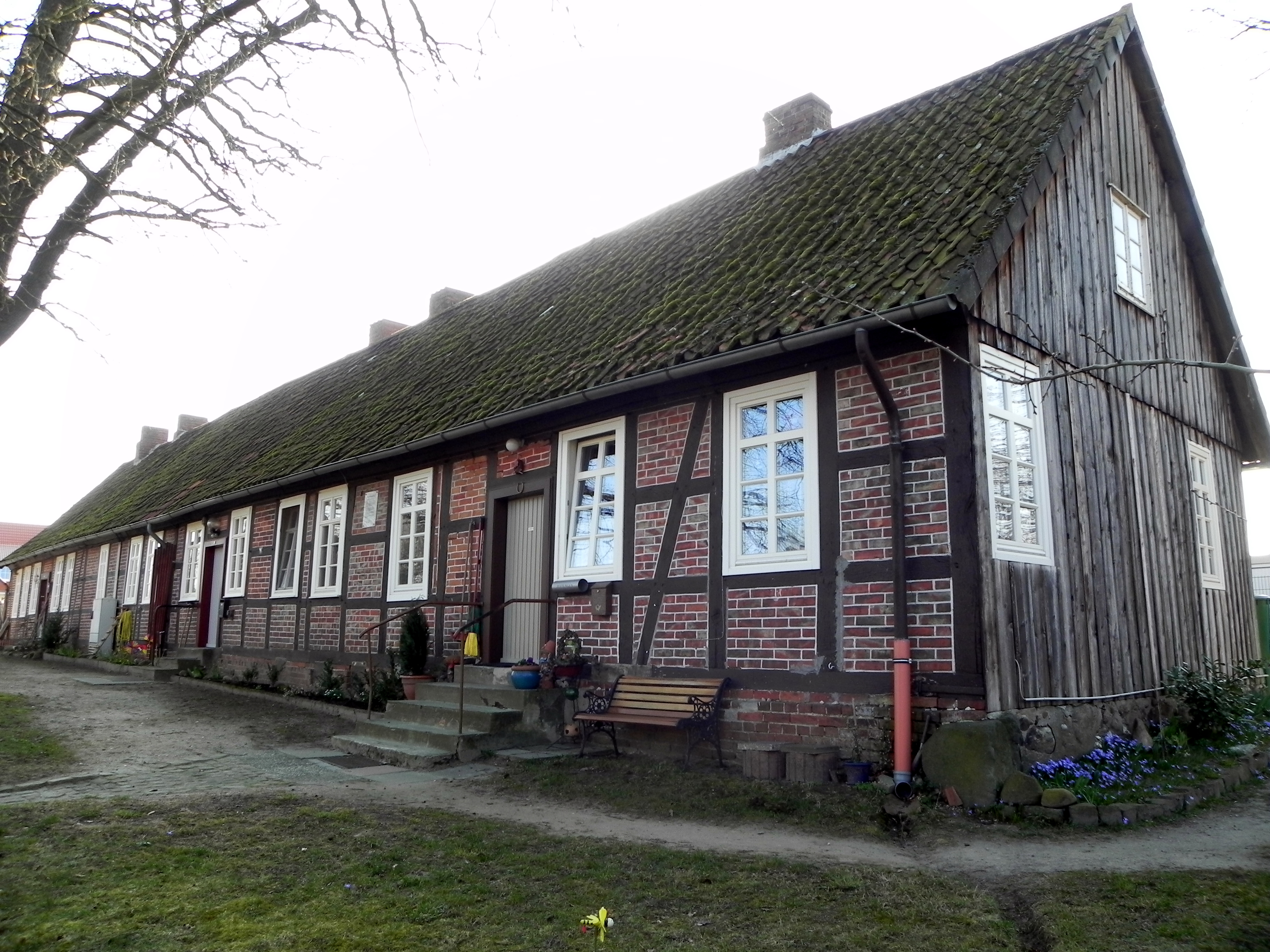
Die „Franzosenkaserne“

1810, während der Franzosenzeit, wurde auf Anordnung der seinerzeitigen französischen Besatzungsmacht auf der Hofstelle Bergen Nr. 25 dieses Haus erbaut. Es diente den französischen Offizieren Napoléons als Unterkunft. Nach dem Ende der Besatzungszeit und Abzug der Franzosen wurde das Gebäude als Wohnhaus umgebaut. Ein alter Fayence-Kachelofen aus der Zeit, der ursprünglich in dem Haus stand, befindet sich heute im Heimatmuseum „Römstedthaus“.

#### Ehemalige Wassermühle

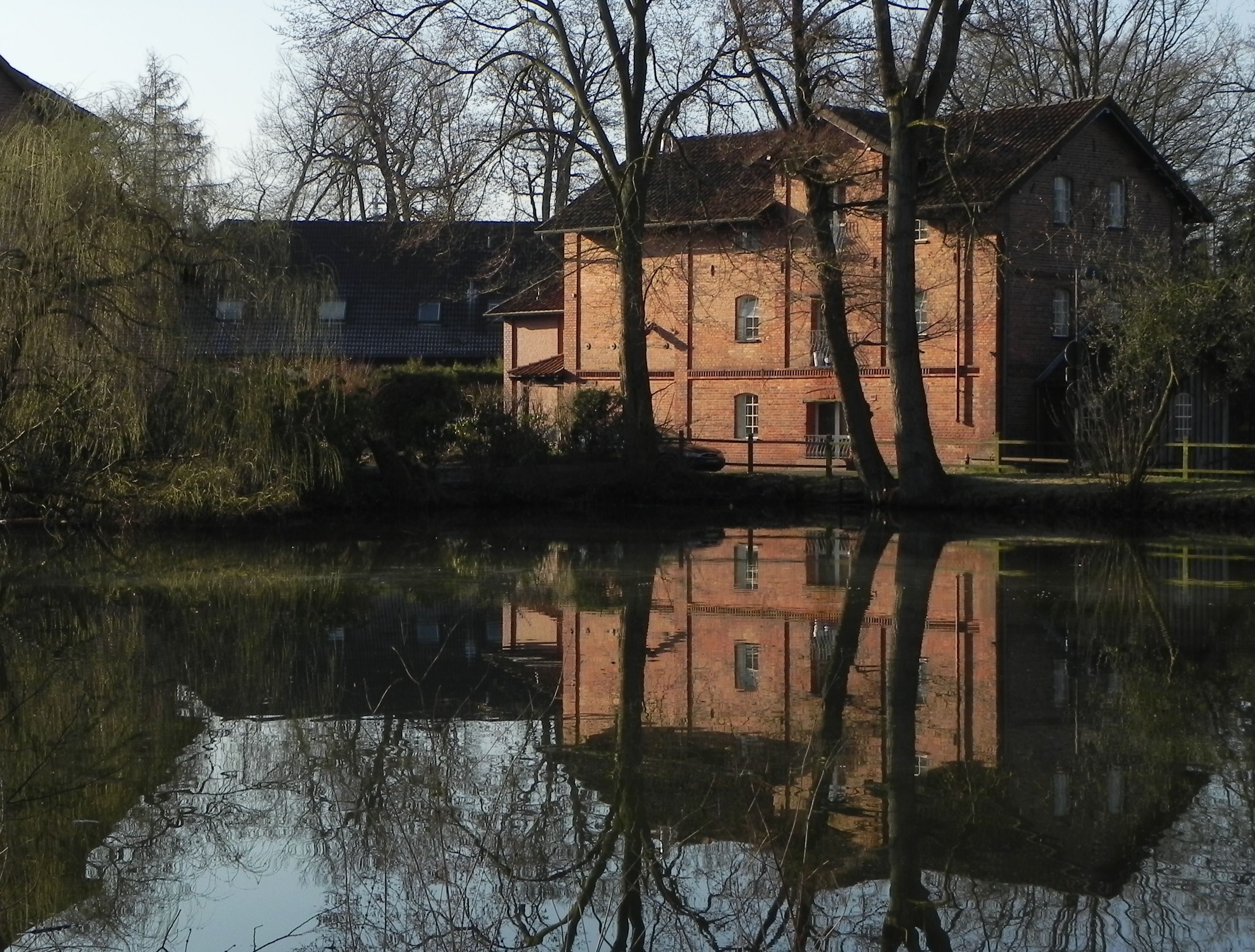
Ehemalige Wassermühle mit Mühlenteich

Am Südwestrand der Stadt befindet sich noch das alte Backsteingebäude der ehemaligen Wassermühle, mit dem Mühlenteich. Der Berger Bach, ein Nebenfluss der Meiße, liefert der Mühle das Wasser. Bereits um 1226 n. Chr. wird in dem Lehnsregister des Luthard von Meinersen eine Mühle in Bergen erwähnt („Guncelinus dapifer unum molandium berge“, übersetzt: „Gunzelin der Mundschenk war mit der Mühle zu Bergen belehnt“). Sie befand sich damals im Norden des Dorfes, heutige Straßenbezeichnung: Ellings Damm/Deichend. Gegen Ende des Mittelalters wurde die Mühle an den jetzigen Standort verlegt, da hier der Berger Bach mehr Gefälle hat.
Gemäß Balkeninschrift am Gebäude wurde die Mühle im Jahre 1470 von „H. Moller“ erbaut. 1824 wird ein Müller „Carl Springhorn“ erwähnt, der sich dagegen wehrte, dass am Oberlauf des Berger Bachs ein Bruch in Grünland umgewandelt werden sollte. Am 25. April 1903 geriet das Mühlengebäude durch Blitzschlag in Brand. Lt. Balkeninschrift wurde es 1903 von „U. Ullrich“ wieder aufgebaut. In den Unterlagen des Niedersächsischen Landesarchivs – Hauptstaatsarchiv Hannover (NdsHStA) finden sich wenige Akten zur Mühle.

#### Ehemaliges „Kaiserliches Postamt“

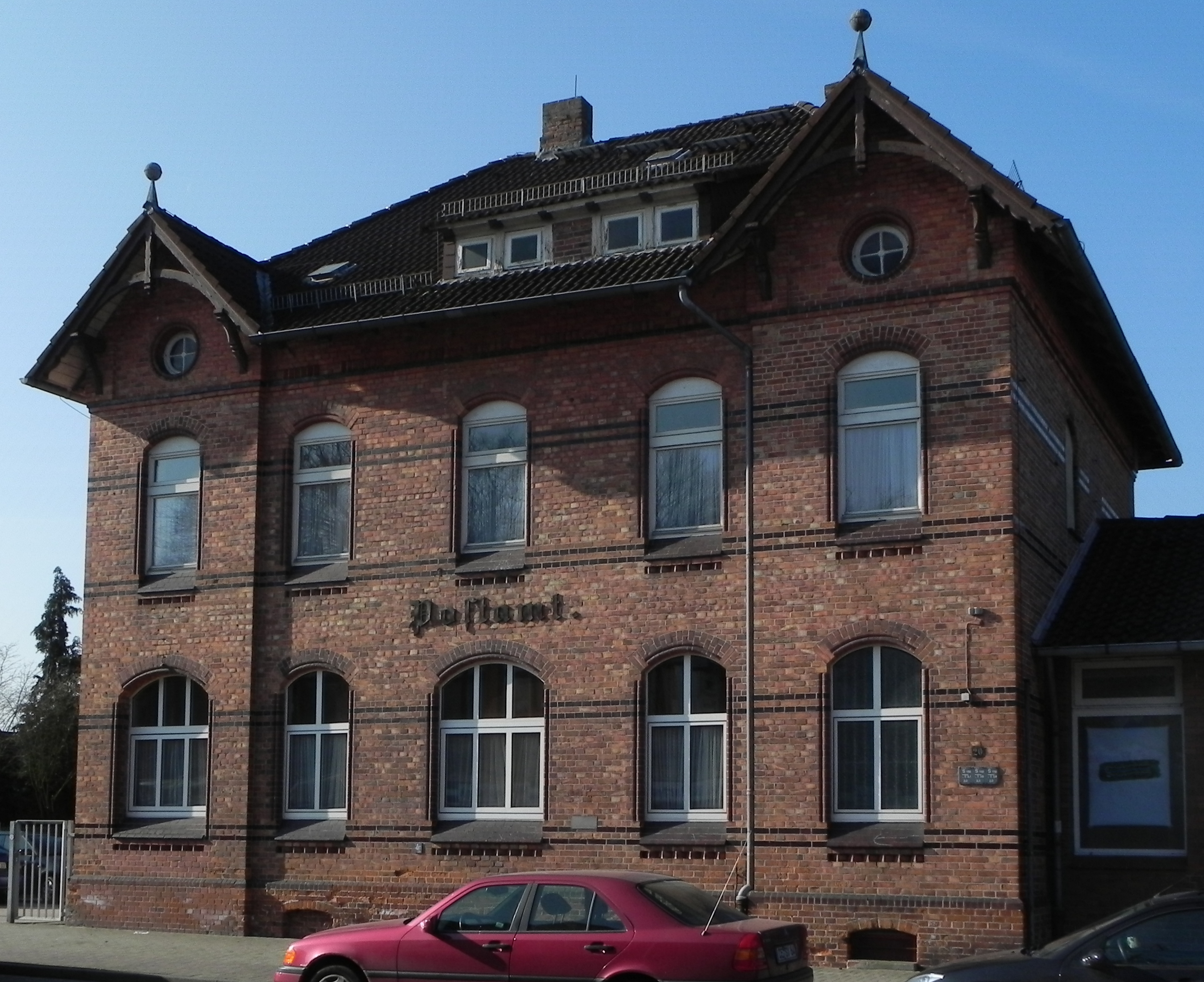
Ehemaliges „Kaiserliches Postamt“ von 1902

Im Zentrum der Stadt steht ein hohes, altes Backsteingebäude. Von 1902 bis 2007 war dieses ehemals „Kaiserliche Postamt“ das Dienstgebäude der Deutschen Reichspost, später der Deutschen Bundespost.

#### Konzentrationslager Bergen-Belsen
In der Ortschaft Belsen, die seit der kommunalen Gebietsreform 1971 zur Stadt Bergen gehört, befand sich das Konzentrationslager Bergen-Belsen (etwa 6,5 km südwestlich von Bergen).

### Denkmale

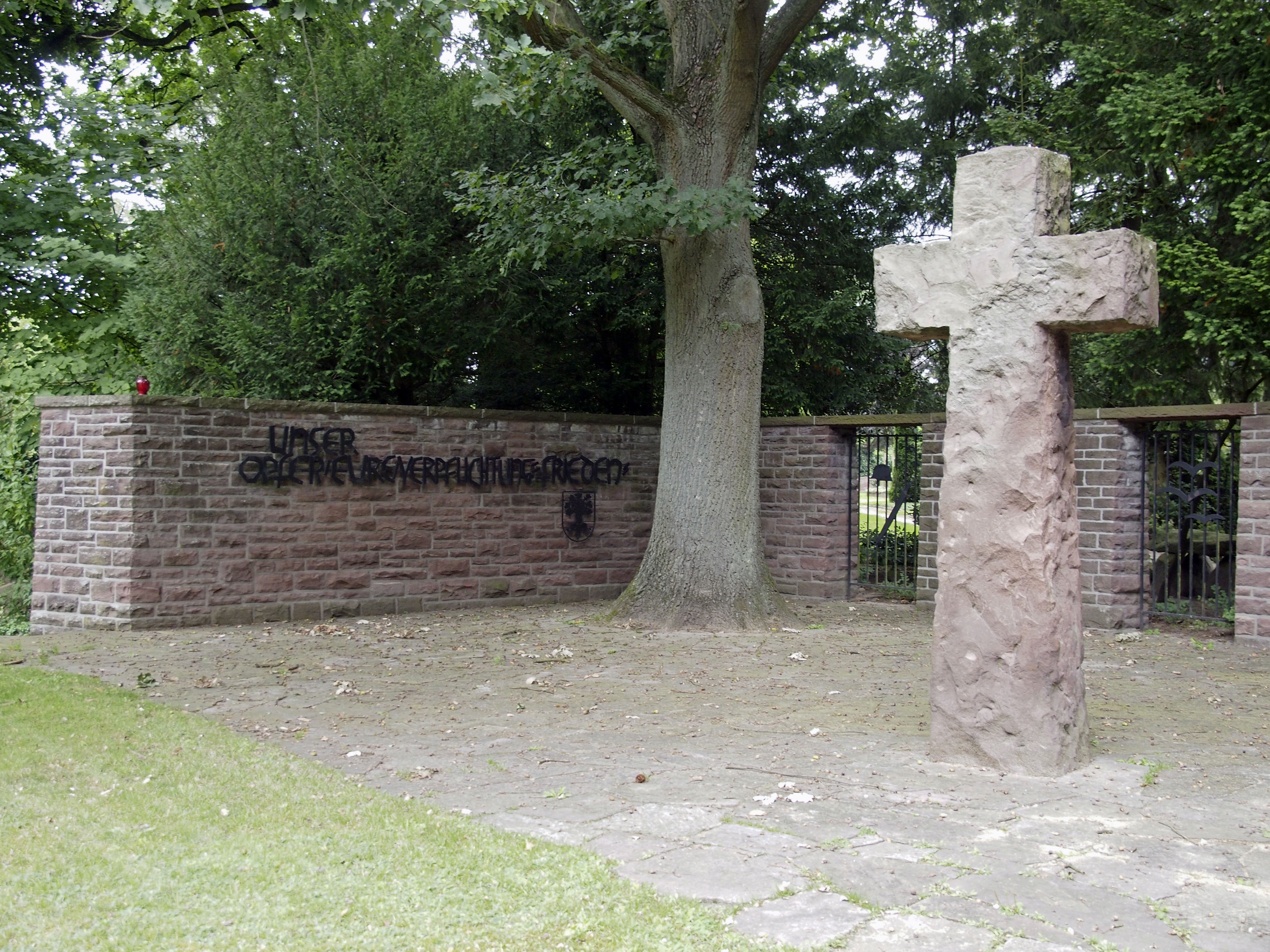
Gedenkstätte zu Ehren der Gefallenen des Zweiten Weltkrieges

- An der Bundesstraße 3 Richtung Soltau, neben dem Friedhof, befindet sich die Gedenkstätte zu Ehren der Gefallenen des Zweiten Weltkrieges. An der Stirnseite steht ein großes steinernes Kreuz und eine Mauer mit der Inschrift: „Unser Opfer / Eure Verpflichtung = Frieden“. Am Rande des Geländes befinden sich zwei Reihen einzelner Steine mit den Namen, und teilweise mit den Daten der Gefallenen.

Auf dem Friedensplatz:
- Das Kriegerdenkmal für die Gefallenen des Ersten Weltkrieges wurde am 30. April 1922 eingeweiht. Es trägt auf der Vorderseite die Inschrift: „Das Kirchspiel Bergen 1914–1918 seinen Helden“ und auf der Rückseite: „Die Liebe höret nimmer auf“.
- Das Denkmal an die Gefallenen des Deutsch-Französischen Krieges (1870–1871) wurde am 22. Juni 1878 eingeweiht. Der Sandstein mit einer weißen Marmortafel trägt die Inschrift: „In Erinnerung an die in den Jahren 1870 u. 71 gefallenen Krieger aus dem Kirchspiel Bergen.“
- Ein weiteres Denkmal wurde ursprünglich zur Friedensfeier anlässlich der Beendigung der Franzosenzeit errichtet. In der Völkerschlacht von Leipzig (Oktober 1813) wurden die Truppen Kaiser Napoléon Bonapartes besiegt und der Erste Pariser Frieden (30. Mai 1814) geschlossen. Auf Anordnung des Prinzregenten König Georg IV. feierten alle Kirchen des Landes am 24. Juli 1814 ein Friedensfest. Der Platz, der bis dahin „Buernbrink“ hieß und für Jahrmärkte genutzt wurde, erhielt den Namen „Friedensplatz“. Ein hölzerner Pfahl wurde errichtet, der die Inschriften: „Zur Friedensfeier! Bergen, den 24. Juli 1814“ – „Dem Vaterlande Heil“ – „Friede dem Jahrhunderte“ trug. Mitte des 19. Jahrhunderts stürzte der inzwischen morsche Pfahl um und wurde 1865 zur fünfzigjährigen Gedenkfeier an die Schlacht bei Waterloo durch ein ebenfalls hölzernes Denkmal ersetzt. Auch dieses Denkmal verfiel und wurde 1898 durch den heute noch vorhandenen Sandstein ersetzt. Dieser enthält die folgenden Inschriften:

Auf der Rückseite ist ein gekröntes kursives Monogramm von Georg V. König von Hannover (1819–1878) „GR“V (Georgius Rex) eingemeißelt. An den Seiten steht:

Die Denkmale auf dem Friedensplatz
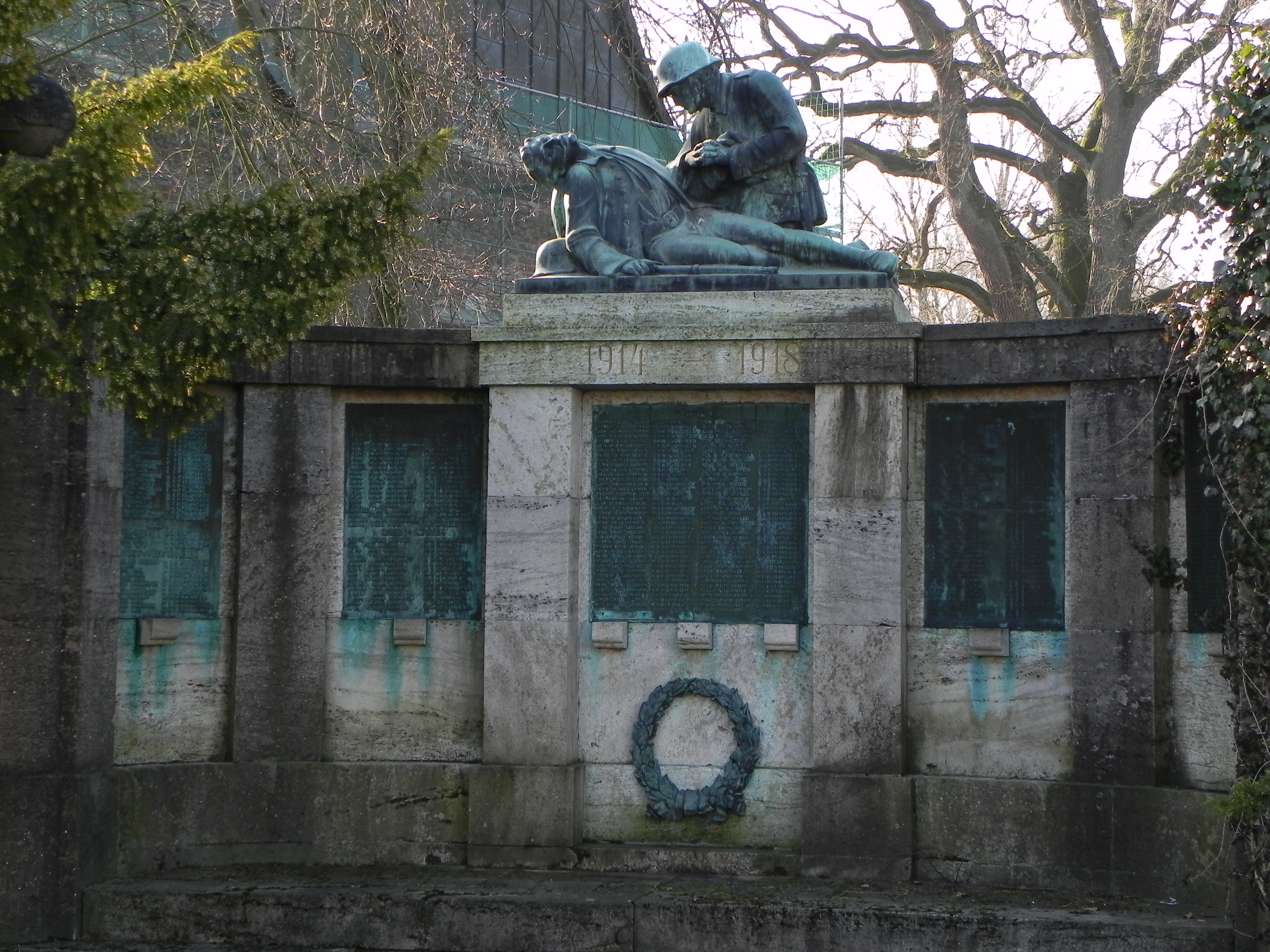
Kriegerdenkmal für die Gefallenen des Ersten Weltkrieges 1914–1918
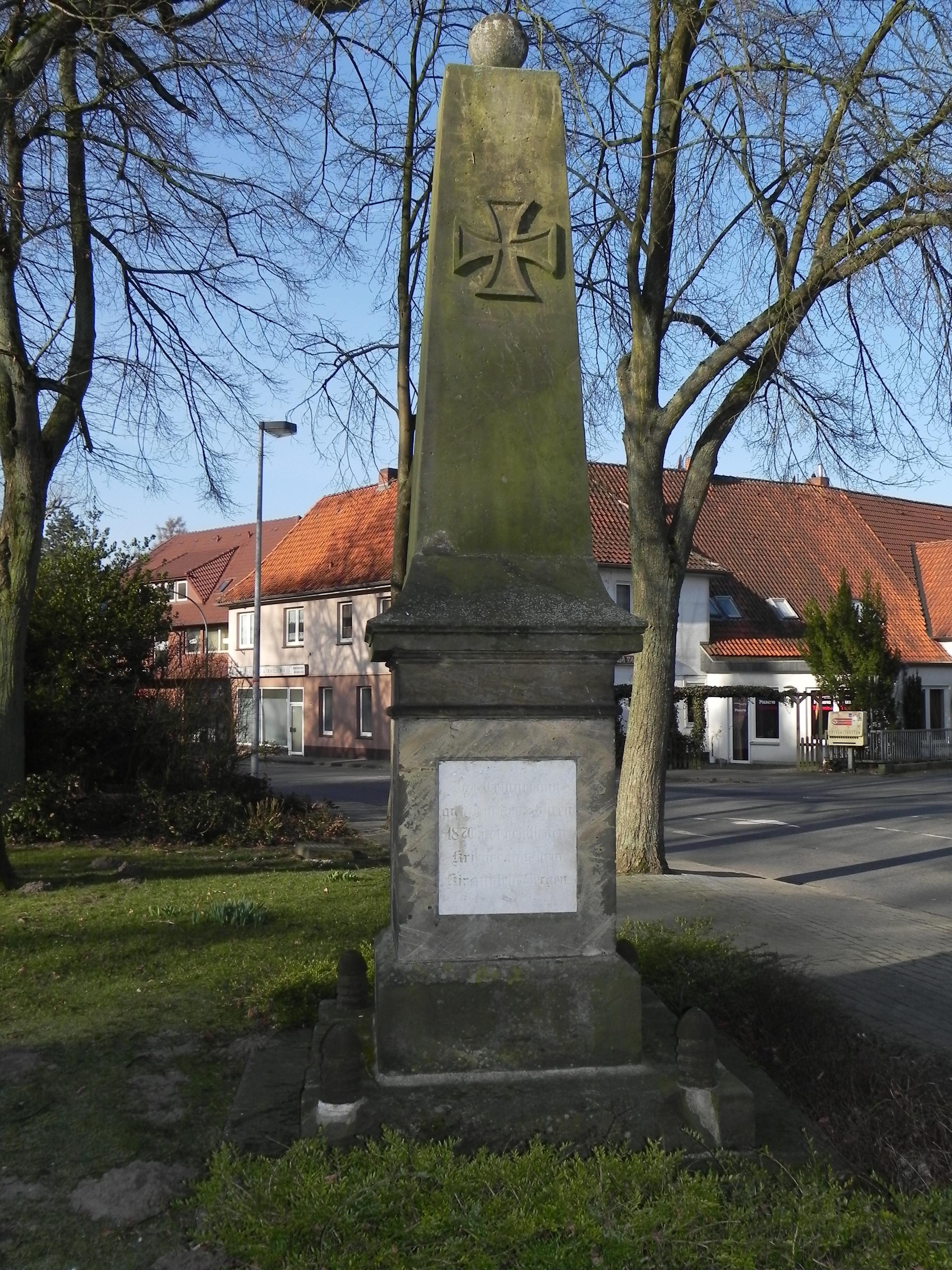
Denkmal für die Gefallenen des Deutsch-Französischen Krieges 1870–1871
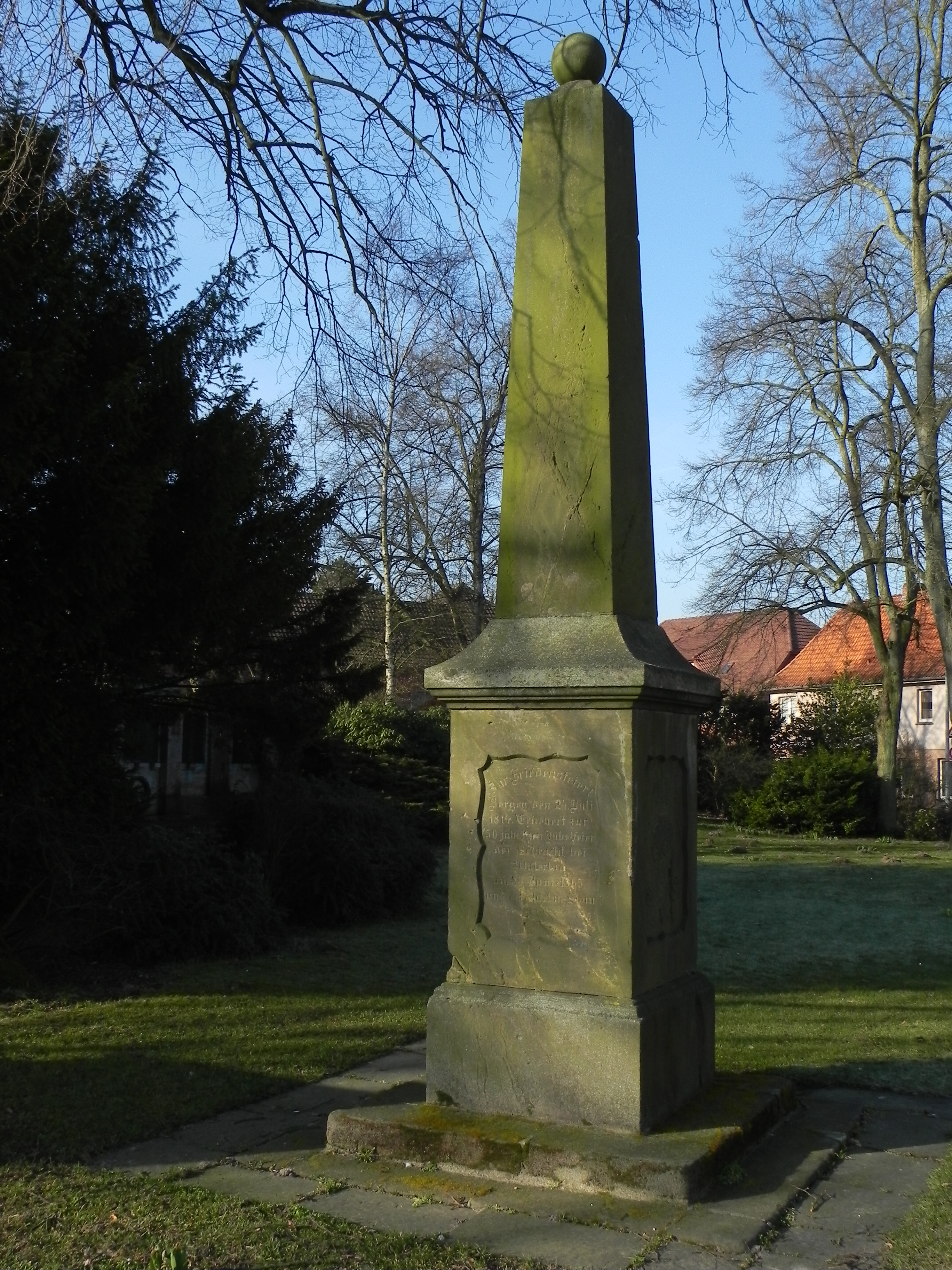
Denkmal zum Ende der Franzosenzeit und zum 50-jährigen Jubiläum der Schlacht bei Waterloo

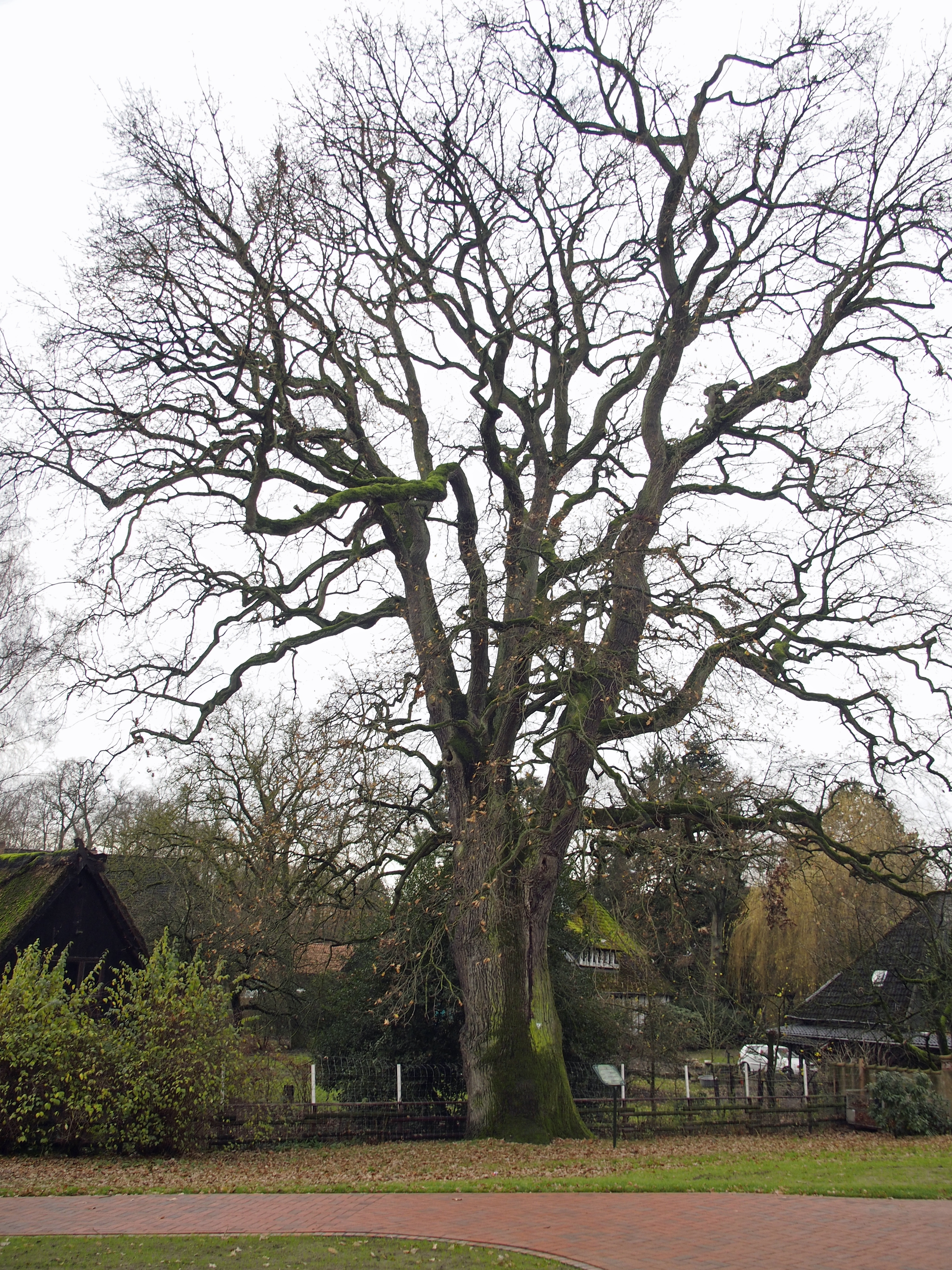
“1000-jährige Eiche”

### Naturdenkmäler
Im Zentrum der Stadt, unmittelbar neben der St.-Lamberti-Kirche steht die „1000-jährige Eiche“, die auch auf dem Wappen der Stadt abgebildet ist. Das genaue Alter dieses Baumes, der als Naturdenkmal unter Schutz gestellt wurde, ist nicht bekannt. Der Umfang in Brusthöhe beträgt 7,35 m (2016).

### Museen

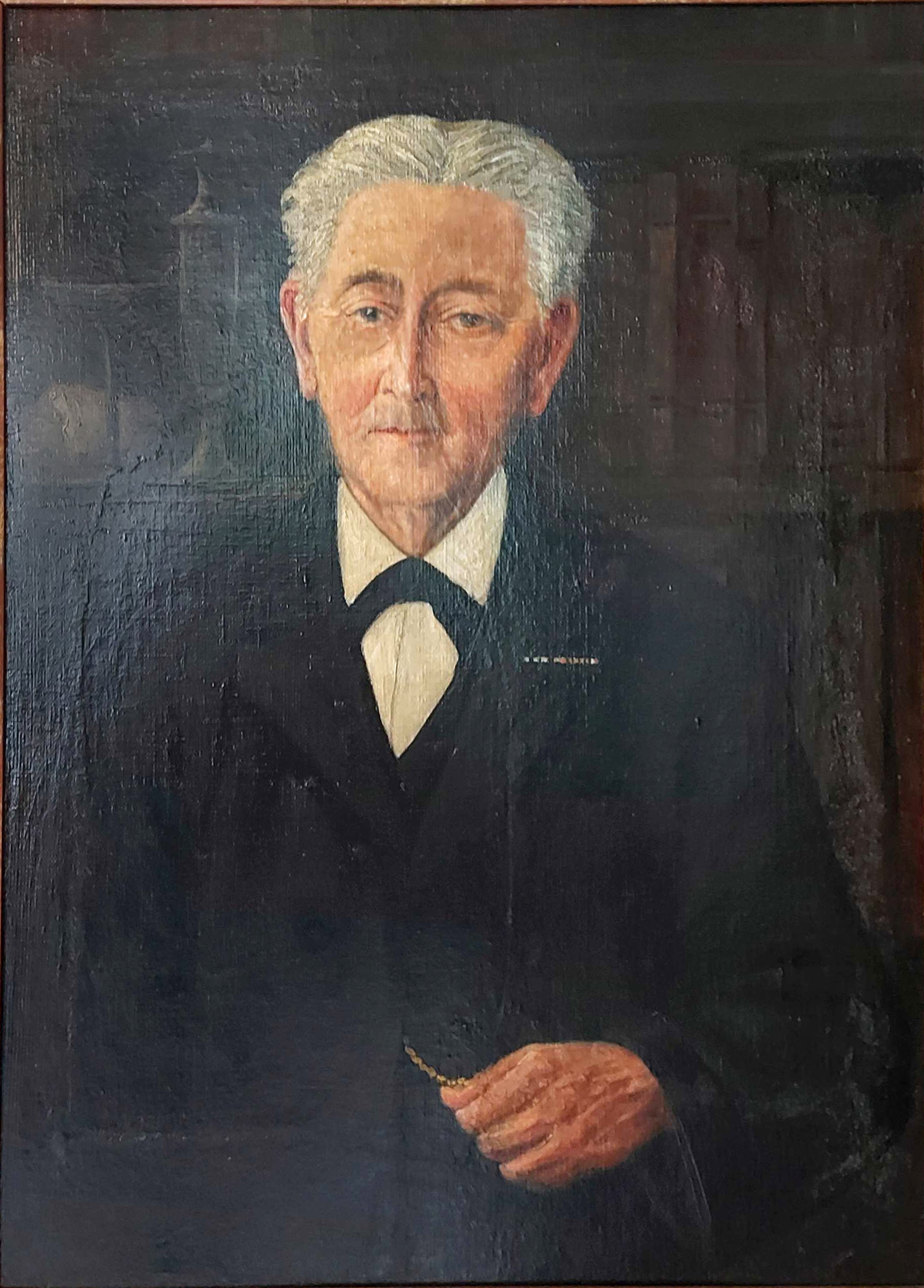
Präzeptor Friedrich Römstedt

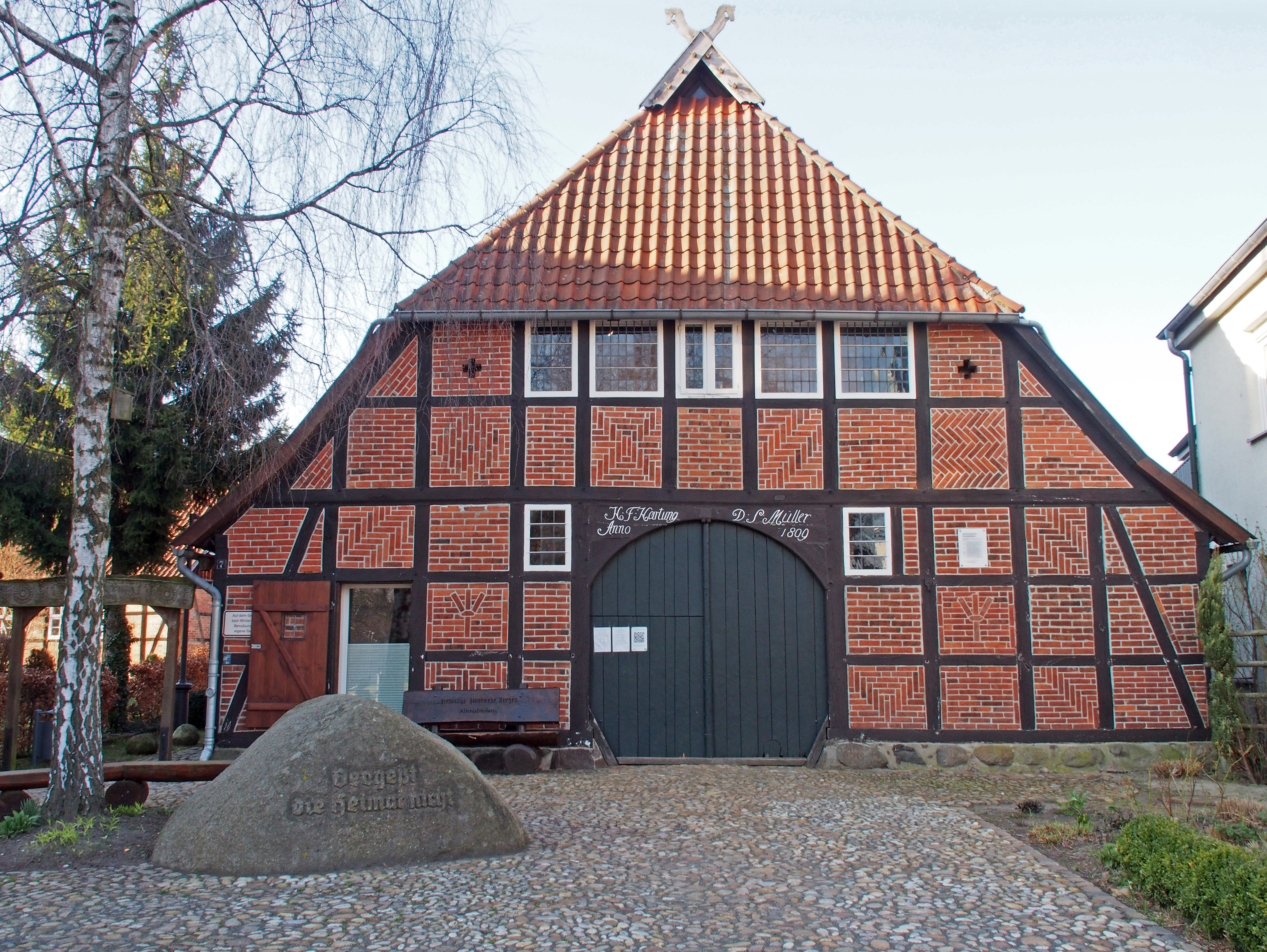
Heimatmuseum Römstedthaus

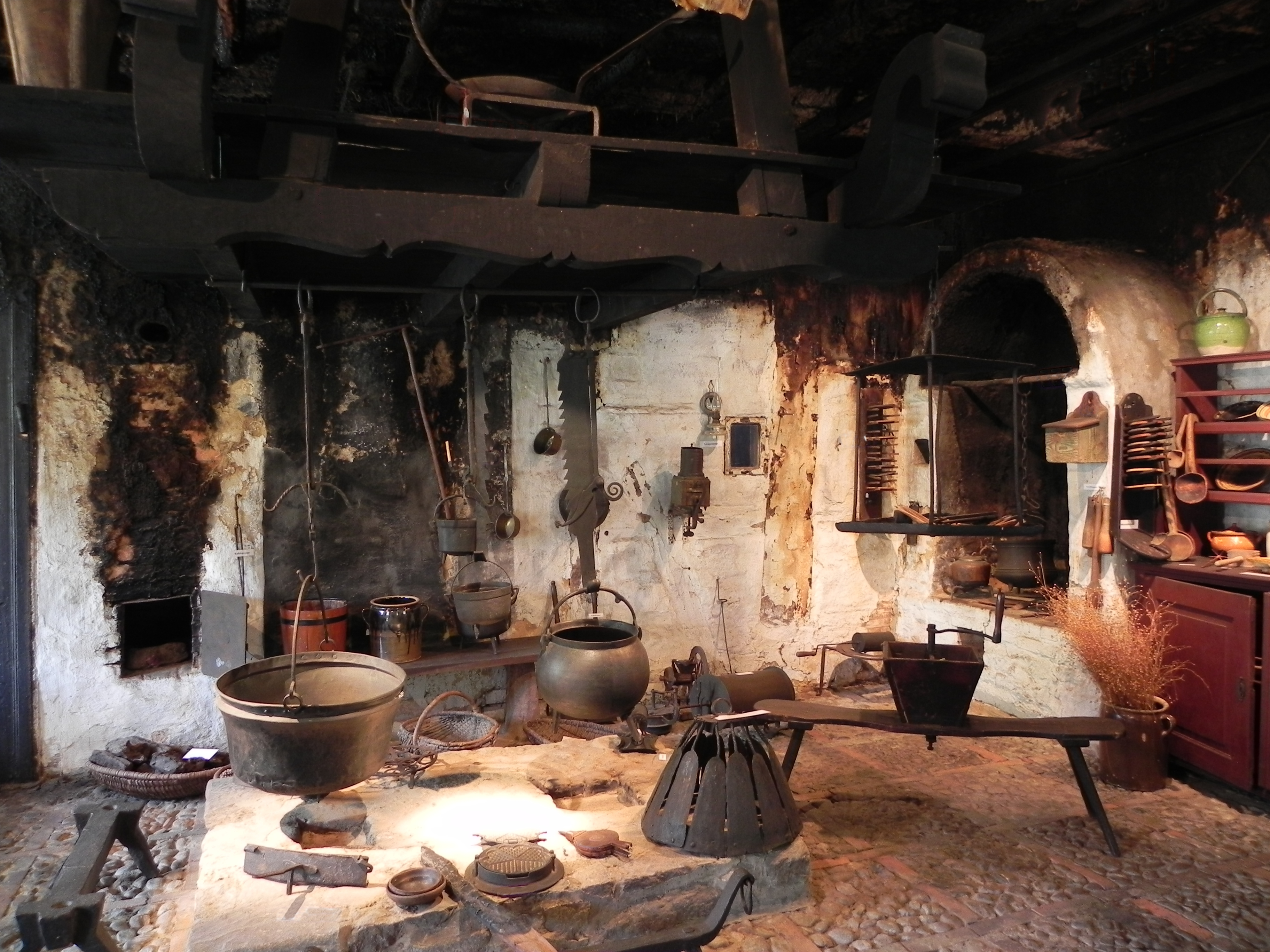
Alte Feuerstelle im Römstedthaus

Das Römstedthaus ist ein Bauernhausmuseum zur Lokal- und Regionalgeschichte. Den Schwerpunkte bildet das bäuerliche Leben und Arbeiten bis um die Jahrhundertwende 1900. Es befindet sich in einem ehemaligen, etwa 350 Jahre alten Rauchhaus, das noch immer auf seinem ursprünglichen Platz steht. Die alte Hofstelle und die Pfarrkote wurden erstmals 1438 erwähnt. „Wobbeke Scroders“ war der damalige Bewirtschafter. 1831 wurden die Kote und die Ländereien verpachtet, das Haus wurde bis 1912 noch als Rauchhaus genutzt. Der Heimatverein Bergen erwarb 1912 das Haus. Präzeptor Friedrich Römstedt (1849–1930), seinerzeit 1. Vorsitzender des Vereins, richtete es mit seiner heimatkundlichen Sammlung sowie archäologischen Grabungsfunden aus der hiesigen Umgebung aus. Das bildete den Grundstock des 1913 eröffneten und 1929 nach Römstedt benannten Museums. Es präsentiert bäuerliche Alltagskultur früherer Jahrhunderte anhand entsprechend eingerichteter Wohnräume. Außerdem werden Produktionsmethoden der damaligen Landwirtschaft gezeigt. 1984 wurde eine neben dem alten Amtsgericht stehende ehemalige Remise mit Pferdestall abgetragen und eingelagert. 1985 wurde das Haus auf dem Museumsgelände neu aufgebaut. Im Obergeschoss der ehemaligen Remise, in die man über die alte Holztreppe aus dem ehemaligen Amtsgericht gelangt, befindet sich die archäologische Ausstellung, in der über ur- und frühgeschichtliche Funde aus der Region informiert wird.

### Regelmäßige Veranstaltungen
Anne-Frank-Friedenstage
Anne Frank, die durch ihr Tagebuch weltberühmt wurde, starb Anfang März 1945 im Konzentrationslager Bergen-Belsen. Auf Initiative des Anne-Frank-Fonds Basel wurden 1999 die Anne-Frank-Friedenstage initiiert, die seit dem Jahr 2000 stattfinden. Dabei treffen sich jährlich, jeweils im Juni zum Geburtstag von Anne Frank, Jugendliche aus ganz Europa in Bergen, um über ein friedliches Zusammenleben der Nationen und Religionen, mit dem Ziel der besseren Völkerverständigung, zu diskutieren. Die Städte Srem, Hendrik-Ido-Ambacht, Szubin und Roznov, mit denen Bergen auch eine Städtepartnerschaft pflegt, bzw. eine freundschaftliche Beziehung unterhält, beteiligen sich ebenfalls an diesen Friedenstagen. Die Stadt Bergen, die Konrad-Adenauer-Stiftung und der Anne-Frank-Fonds organisieren und finanzieren die Veranstaltung.

### Sonstiges
Bedingt durch die Nähe des Truppenübungsplatzes und der dort stationierten NATO-Truppen sind in Bergen neben Briten auch einige Niederländer zugezogen, die auch das kulturelle Leben der Stadt beeinflussen. Unter anderem feiern die Niederländer hier das Fest des Karnevals, das auch in ihrem Land eine Jahrhunderte alte Tradition hat, in Norddeutschland aber eher untypisch ist. Weiter gibt es in der Stadt eine große Gemeinde von Kurden, die der jesidischen Religion angehören. Seit den 1980er Jahren haben viele Jesiden, insbesondere aus der Türkei, hier um Asyl nachgesucht, da sie in ihren Heimatländern ethnischer und religiöser Verfolgung ausgesetzt sind.

## Wirtschaft und Infrastruktur

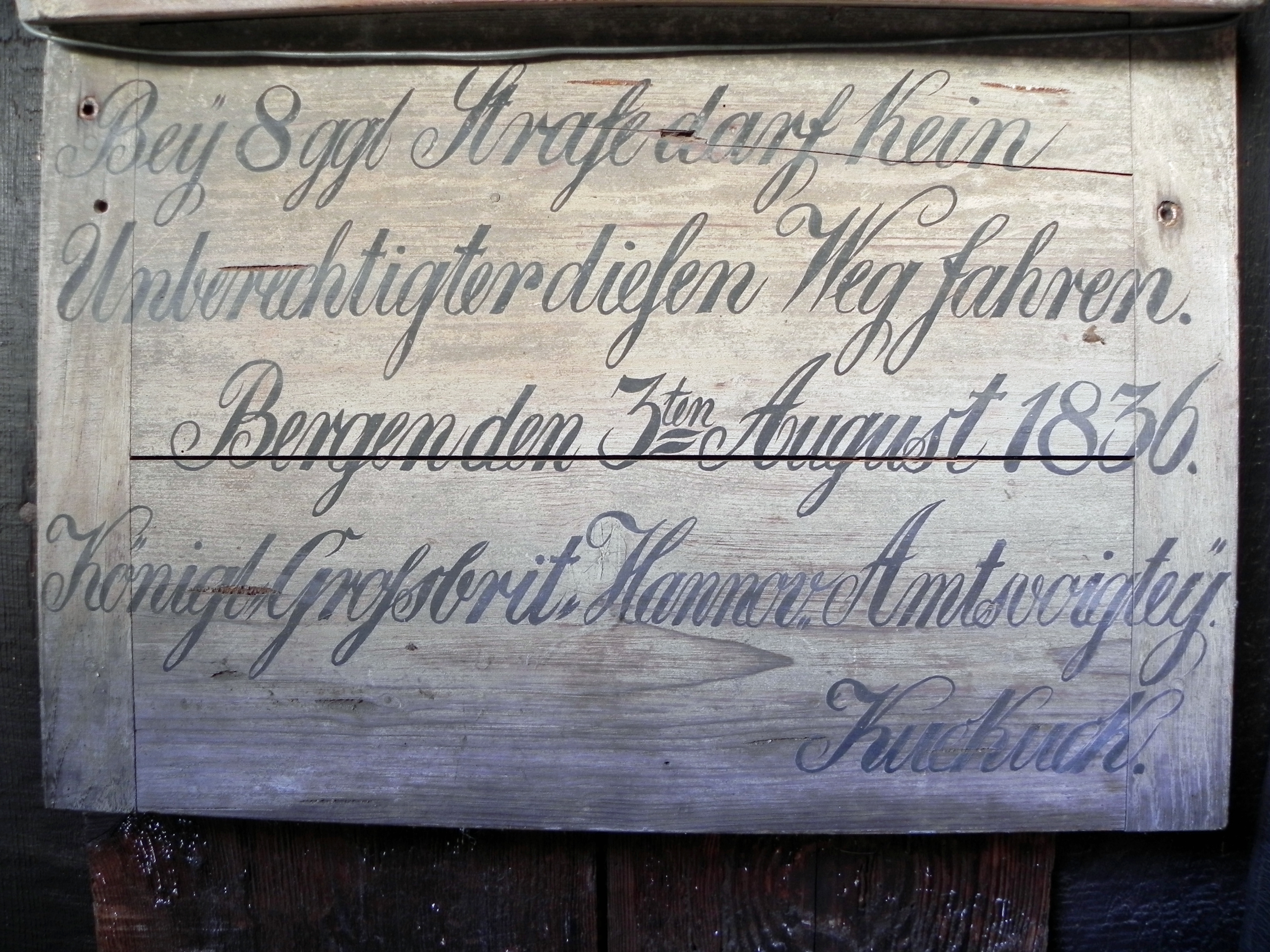
Altes Verkehrsschild von 1836

### Verkehr
Unmittelbar durch die Stadt führt die Bundesstraße 3 von Celle über Soltau nach Ovelgönne bei Buxtehude. Mehrere Landes- und Kreisstraßen erschließen von hier die von der Landwirtschaft geprägte Umgebung und führen unter anderem nach Hermannsburg, Winsen (Aller) und Wietzendorf. Der nächste Autobahnanschluss ist Soltau Süd an der Bundesautobahn A 7 von Hamburg nach Hannover. Des Weiteren führt die Bahnstrecke Celle–Soltau durch den Ort. Personenverkehr findet auf der Strecke nicht mehr statt, zum Transport von Gütern wird sie aber noch benutzt. Bergen ist durch die Buslinie 100 mit Celle verbunden, welche werktags stündlich und am Wochenende mit eingeschränkten Betriebszeiten etwa alle 2 Stunden verkehrt. Weitere Buslinien, teilweise als Rufbus, verkehren in die umliegenden Dörfer. Täglich verkehrt ein Fahrtenpaar von Flixbus der Strecke Hamburg–Prag, welches einen Halt in Bergen einlegt.

### Öffentliche Einrichtungen
Im Westen der Stadt liegt der ab 1935 von der Wehrmacht errichtete NATO-Truppenübungsplatz (TrÜbPl) Bergen. Das Areal wird heute von der Bundeswehr und Streitkräften der NATO genutzt. Die kommunale Verwaltung des Platzes erfolgt durch den Gemeindefreien Bezirk Lohheide gemeinsam mit dem westlich angrenzenden Bezirk Osterheide.
Für die Einrichtung des Truppenübungsplatzes ab 1935 wurden mehrere Dörfer und Einzelhöfe geräumt. Innerhalb weniger Jahre mussten etwa 3650 Einwohner aus 25 Gemeinden ihre Heimat verlassen. Am Ostrand des Geländes, bei der Ortschaft Belsen, seinerzeit „Ostlager“ genannt, entstanden rund 100 Kasernengebäude, 50 Pferdeställe und 40 Großgaragen, außerdem ein Lazaratt, Depots und ein Scheibenhof.
Im Zentrum des Truppenübungsplatzes befinden sich die bekannten Sieben Steinhäuser. Dabei handelt es sich um eine Gruppe von fünf Großsteingräbern, die ein Kulturdenkmal aus der Endzeit der Trichterbecherkultur (3500–2800 v. Chr.) darstellen.

## Persönlichkeiten

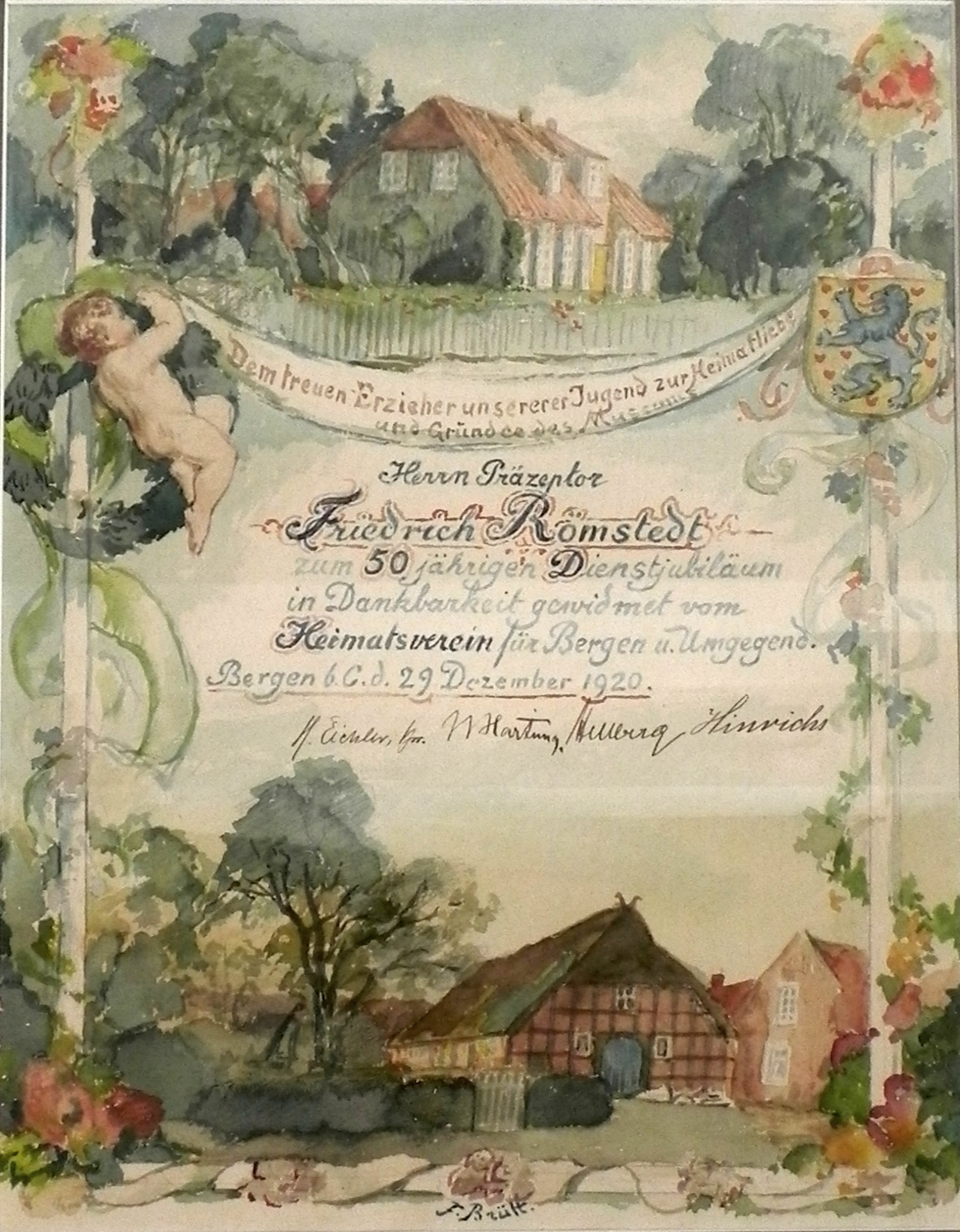
Zeichnung von Ferdinand Brütt aus Anlass des 50. Dienstjubiläums von Lehrer (Präzeptor) Friedrich Römstedt

### Söhne und Töchter der Stadt
- Wilhelm Peets (1861–1924), Lehrer und Insektenkundler
- Albert Guthke (1900–1981), Museologe und Prignitz-Forscher
- Heinrich Bunke (1914–2001), Arzt, er war im Rahmen des „Euthanasie“-Programms in den Tötungsanstalten Brandenburg und Bernburg tätig
- Klaus Weiland (* 1947), Folk-Gitarrist und Liedermacher
- Jürgen Hogrefe (* 1949), Journalist, Buchautor und Manager
- Detlef Klahr (* 1957), seit 2007 Landessuperintendent für den Sprengel Ostfriesland-Ems der Evangelisch-lutherischen Landeskirche Hannovers

### Personen, die mit der Stadt in Verbindung stehen
- Ludwig Otto Adelbert Spitta (* 27. November 1845 in Wechold; † 27. Mai 1901 in Hameln), Sohn des deutschen Theologen und Dichters Carl Johann Philipp Spitta, von 1872 bis 1881 wirkte er als Pastor sec in Bergen, berühmt wurde er hier durch seine Predigten mit historischen, orts- und regionalgeschichtlichen Ausführungen, die auch als Buch, mit den im Jahr 1875 gehaltenen Predigten und Vorträgen, erschienen sind[22]
- Ferdinand Brütt (1849–1936), Maler, er war ein entfernter Verwandter des Bildhauers Adolf Brütt, er starb in Bergen
- Hermann Ehlers (1904–1954), Politiker (CDU), bis zu seinem Tode Präsident des Deutschen Bundestages, er lebte im zur Stadt gehörenden Ortsteil Sülze
- Georg Hugo Will (1898–1965), Dramaturg, Kabarettsmanager, Theaterleiter, lebte in Bergen und leitete das Truppenkino in Bergen-Belsen